# 블랭크 (프로게이머)
블랭크(본명: 강선구, 1998년 4월 30일~)는 대한민국의 리그 오브 레전드 프로게이머로 아이디는 Blank이다. 포지션은 정글이다. 본관은 진주 강씨 박사공파이다.

## 선수 생활
2014년 12월 8일, 중국의 에너지 페이스메이커 캐리스에 입단하면서 프로 커리어를 시작했다.
2015년 5월, 스타 호른 로얄 클럽에 입단했다.
2016시즌을 앞두고 리그 오브 레전드 챔피언스 코리아의 SK텔레콤 T1으로 입단했다. 2016 스프링 시즌에는 기존의 주전 정글러인 벵기를 대신하면서 팀의 주전 정글러로 출전했다. 주전 정글러로 좋은 모습을 보여주면서 팀의 우승을 이끌었다. 하지만 스프링 우승으로 참가한 2016 MSI에서는 부진한 폼을 보여주었다. 하지만 점점 준수한 모습을 보여주면서 팀의 우승에 기여했다. 서머 시즌초반에는 벵기에게 밀리며 출전을 하지 못했다. 하지만 시즌 후반후로 갈수록 점차 출전기회를 늘려나갔다. 포스트시즌 플레이오프에서는 KT 롤스터를 상대로 무너지는 모습을 보였다. 2016 롤드컵에서 벵기와 번갈아가면서 출전하면서 팀의 우승에 기여했다.
2017 시즌을 앞두고 벵기는 이적해 떠나갔지만 피넛이 영입되면서 다시 주전 경쟁을 하게 되었다. 2017 스프링 시즌에는 피넛의 서브 멤버로 활약했다. 스프링 시즌 우승으로 2017 MSI에 참가했다. MSI에서는 피넛이 주전으로 출장하면서 출전하지 못했다. 2017 서머 시즌에는 피넛이 부진에 빠지자 출전 기회를 얻기 시작했다. 서머 시즌 나오는 경기에서 마다 좋은 모습을 보여주면서 팀의 주전 정글러로 도약했다. 이러한 활약으로 팀의 포스트 시즌 진출을 이끌었다. 롤드컵에서는 피넛과 번갈아 출전하면서 팀의 준우승에 기여했다.
2018 스프링 시즌에서는 매우 부진한 모습을 보여주었다. 이러한 모습으로 정글러 포지션으로 나오기 시작한 울프나 블라썸에게 주전을 뺏기게 되었다. 서머 초반에서도 부진이 이어나갔지만 후반부로 갈수록 그래도 괜찮은 모습들을 보여주었다.
2019 시즌을 앞두고 SK텔레콤 T1과의 계약이 종료되었다. 2019 스프링 시즌에서는 무적 신분으로 보냈다. 2019 서머 시즌을 앞두고 리그 오브 레전드 재팬 리그의 센고쿠 게이밍에 입단했다. 서머 시즌 센고쿠 게이밍에서는 무난한 모습을 보여주었다.
2020 시즌을 앞두고 센고쿠 게이밍과 재계약을 체결했다. 스프링 시즌에서는 좋은 모습을 보여주면서 팀의 준우승에 기여했다. 서머 시즌에서도 주전으로 출전하면서 팀의 준결승 진출에 기여했다. 2020 시즌 종료 이후 올스타전에 출전했다.
2021 시즌을 앞두고 KT 롤스터에 입단했다. 스프링 시즌 초반 팀의 주전 정글러로 활약했다. 하지만 스프링 2라운드를 앞두고 2군으로 샌드다운되었다. 그러나 챌린저스에서 출전하지는 않았다. 서머 시즌을 앞두고 1군 엔트리에 다시 포함되었다. 서머 시즌에서는 팀의 주전 정글러로 활동했다. 2021시즌 종료 후 팀에서 퇴단했다.

## 소속팀
| # | 팀명                       | 소속 기간             | 소속 리그 | 비고 |
| - | -------------------------- | --------------------- | --------- | ---- |
| 1 | 에너지 페이스메이커 캐리스 | 2014.12.08~2015.05.19 | LSPL      |      |
| 2 | 스타 호르 로얄 클럽        | 2015.05.19~2015.12.27 | LPL       |      |
| 3 | SK텔레콤 T1                | 2015.12.31~2018.11.20 | LCK       |      |
| 4 | 센고쿠 게이밍              | 2019.05.27~2020.11.12 | LJL       |      |
| 5 | KT 롤스터                  | 2020.12.21~2021.11.16 | LCK       |      |

## 수상 내역
- IEM 시즌 10 월드 챔피언십 우승
- 롯데 꼬깔콘 리그 오브 레전드 챔피언스 코리아 스프링 2016 우승
- 리그 오브 레전드 미드 시즌 인비테이셔널 2016 우승
- 리그 오브 레전드 월드 챔피언십 2016 우승
- 리그 오브 레전드 챔피언스 코리아 스프링 2017 우승
- 리그 오브 레전드 미드 시즌 인비테이셔널 2017 우승
- 리프트 라이벌즈 2017 준우승
- 리그 오브 레전드 챔피언스 코리아 서머 2017 준우승
- 리그 오브 레전드 월드 챔피언십 2017 준우승
- 리프트 라이벌즈 2018 준우승
- e스포츠 명예의 전당 히어로즈
- 리그 오브 레전드 재팬 리그 스프링 2020 준우승
- 리그 오브 레전드 시즌 킥오프 2023 준우승
- 리그 오브 레전드 재팬 리그 서머 2023 준우승